# EK Zell am See
EK Zell am See (celým názvem: Eishockeyklub Zell am See) je rakouský klub ledního hokeje, který sídlí v Zell am See ve spolkové zemi Salcbursko. Založen byl v roce 1928 a patří tak k nejstarším klubům v regionu. Od sezóny 2016/17 působí v Alps Hockey League, středoevropské mezinárodní soutěži. Klubové barvy jsou tmavě modrá a šedá.
Své domácí zápasy odehrává v Eishalle Zell am See s kapacitou 3 000 diváků.

## Přehled ligové účasti
Zdroj:
- 1960–1961: Eishockey-Nationalliga (2. ligová úroveň v Rakousku)
- 1961–1965: Österreichische Eishockey-Liga (1. ligová úroveň v Rakousku)
- 1968–1972: Österreichische Eishockey-Liga (1. ligová úroveň v Rakousku)
- 1977–1980: Eishockey-Nationalliga (2. ligová úroveň v Rakousku)
- 1984–1991: Eishockey-Nationalliga (2. ligová úroveň v Rakousku)
- 1991–1993: Österreichische Eishockey-Liga (1. ligová úroveň v Rakousku)
- 1993–1994: Eishockey-Nationalliga (2. ligová úroveň v Rakousku)
- 1994–1995: Österreichische Eishockey-Liga (1. ligová úroveň v Rakousku)
- 1995–1996: Eishockey-Oberliga (2. ligová úroveň v Rakousku)
- 1997–2000: Eishockey-Nationalliga (2. ligová úroveň v Rakousku)
- 2000–2002: Österreichische Eishockey-Liga (1. ligová úroveň v Rakousku)
- 2002–2012: Eishockey-Nationalliga (2. ligová úroveň v Rakousku)
- 2012–2016: Inter-National-League (2. ligová úroveň v Rakousku / mezinárodní soutěž)
- 2016– : Alps Hockey League (2. ligová úroveň v Rakousku / mezinárodní soutěž)